# I misteri del giardino di Compton House
I misteri del giardino di Compton House (The Draughtsman's Contract) è un film del 1982 diretto da Peter Greenaway.

## Trama
1694, campagna inglese. Mrs. Herbert, moglie di un ricco proprietario terriero, assume il paesaggista di successo Mr. Neville per eseguire dodici disegni della propria dimora di Compton House, per farne dono al marito quando rientrerà da un viaggio di due settimane. Il contratto prevede che l'artista possa usufruire non solo della più ampia ospitalità concessa dalla residenza signorile, ma anche delle grazie intime della padrona di casa.
Dopo qualche giorno anche la figlia di Mrs. Herbert, insoddisfatta del matrimonio con il borioso Mr. Talmann, gli propone un contratto simile, con cui gli chiede di soddisfare i propri bisogni sessuali. Ed è proprio lei a risvegliare la sua curiosità riguardo agli oggetti abbandonati, che hanno cominciato ad apparire intorno alla casa e che lui sta fedelmente riproducendo nei suoi disegni, i quali sembrerebbero tutti indicare che qualcosa di sinistro sia accaduto a Mr. Herbert.
Quando viene effettivamente ritrovato il suo cadavere in un canale, vicino alla casa, i disegni diventano quindi indizi rivelatori per ricostruire ciò che è successo. Ma nessuno è interessato a rivelare la verità: anzi, Mr. Neville è diventato solo un testimone scomodo e, come scopre troppo tardi, è stato solo un docile strumento in mani altrui (Mrs. Talmann l'ha usato per farsi ingravidare e mantenere il patrimonio in famiglia). Viene brutalmente ucciso dagli uomini coinvolti nell'intrigo (fra cui il notaio che ha redatto i contratti, amico interessato di Mrs. Herbert, e lo stesso Mr. Talmann) e i suoi disegni vengono distrutti.

## Interpretazione
Il film è una chiara metafora di come una classe sociale (in questo caso simboleggiata da Mr. Neville) possa costituire uno strumento nelle mani della classe dominante; la classe dominata si illuderà di aver compreso i meccanismi della storia, ma sarà solo una illusione. Come commentò lo stesso regista «Neville ritrae ciò che vede e non ciò che sa». Oltre all'interpretazione politica, il film, «perennemente proteso oltre l’intreccio, si pone come autocosciente indagine sui rapporti strutturali che legano realtà e rappresentazione».

## Iconografia
La pellicola è fortemente influenzata, nelle sue citazioni iconografiche, da Caravaggio, Rembrandt, Vermeer ed altri artisti barocchi, ma anche dai quadri del francese Georges de La Tour.

## Riconoscimenti
Nel 1999 il British Film Institute l'ha inserito all'80º posto della lista dei migliori cento film britannici del XX secolo.

## Musiche
Per la colonna sonora del film, ispirandosi al Preludio all'Atto III, Scena II, del King Arthur di Henry Purcell, Michael Nyman ha composto tra l'altro il famoso brano Chasing Sheep Is Best Left to Shepherds, che vanta frequenti citazioni come jingle per spot pubblicitari, sigla di trasmissioni o sottofondo musicale in altre produzioni.